# 佐久間一生
佐久間 一生（さくまかずき、1962年12月15日 - ）は東京都文京区千駄木生まれの日本の俳優・政治家。豊島区議会議員（2期）。
文京区立誠之小学校、文京区立第六中学校、明治学院高校、明治学院大学経済学部経済学科卒業。
元大正大学非常勤講師。元成城大学非常勤講師。インプロシアターTILT主宰。
TBS緑山塾を二期生として卒業後、テレビ・映画・舞台などで活動。1992年より奈良橋陽子に師事し、1993年にインプロに出合う。日本でのインプロ第一世代のひとり。  
現在、インプロシアターTILTとして、奇数月にライブ活動を行う他、企業研修、学校教育にもアウトリーチをしている。
2019年4月21日投開票の第19回統一地方選挙に立憲民主党公認で豊島区議会議員選挙に立候補、1755票を獲得して候補者51名中31位で初当選。2023年4月23日投開票の第20回統一地方選挙にも同党公認で2期目を目指して立候補、1692票を獲得して候補者56名中32位で再選された。